# Цецилия Метелла Целера
Цеци́лия Мете́лла Це́лера (лат. Caecilia Metella Celeris) (около 70 — после 44 года до н. э.) — жена Публия Лентула Спинтера, квестора, выдававшего себя за участника заговора и убийства Цезаря.
Цецилия Метелла, возможно, являлась дочерью Квинта Метелла Целера (консула 60 года до н. э.) и Клодии Пульхры Терции.
Как и мать, прославилась прелюбодействами, была любовницей зятя Цицерона Долабеллы, некоего Эзопа, сына актёра, и многих других.
В 45 году до н. э. получила развод.
Предположительно именно она — та «Метелла», которую воспевал поэт Тицида под псевдонимом «Перилла». Женщине по имени Перилла Овидий посвятил одну из Скорбных элегий (III 7).